# Sorindeia calantha
Sorindeia calantha är en sumakväxtart som beskrevs av Gottfried Wilhelm Johannes Mildbraed. Sorindeia calantha ingår i släktet Sorindeia och familjen sumakväxter. Inga underarter finns listade i Catalogue of Life.